# SINGLE COLLECTION (大塚愛專輯)
《SINGLE COLLECTION》日本女性創作歌手大塚愛的租賃限定專輯。2011年3月9日開始於TSUTAYA提供租賃。

## 簡介
大塚愛因懷孕暫別樂壇期間製作的租賃限定精選輯，收錄了出道單曲《桃花花瓣》至《掰掰》的19張單曲的A面曲。僅在TSUTAYA提供租賃服務，不公開發售。
封面由收錄的單曲的歷張封面合成。
附錄有演唱會「【LOVE IS BORN】～7th Anniversary 2010～」的DVD。

## 收錄曲目

### Disc1
1. 桃花花瓣
2. 櫻桃
3. 愛撒嬌
4. Happy Days
5. 金魚花火
6. 好愛你。
7. 上等黑毛日本牛鹽烤牛舌680圓
8. SMILY
9. 彈珠
10. 貓與氣球
11. 星象儀

### Disc2
1. 朋友戰隊
2. 食夢貘
3. 戀愛寫真
4. 親親鬱金香
5. PEACH
6. HEART
7. 口袋
8. 火箭帆布鞋
9. One×Time
10. 水母、流星
11. 掰掰

### DVD
- 【LOVE IS BORN】～7th Anniversary 2010～（精華錄像）

## 外部連結
- http://store.tsutaya.co.jp/news/rental_cd/001147.html（页面存档备份，存于）